# Allerheiligen (Warngau)
Allerheiligen ist ein Gemeindeteil der Gemeinde Warngau im oberbayerischen Landkreis Miesbach. 

## Geographie
Der Weiler liegt südlich von Oberwarngau und nördlich von Reitham an der Kreisstraße MB 10. Westlich des Ortes verläuft die B 318 und südlich die Kreisstraße MB 12.

## Baudenkmäler
In der Liste der Baudenkmäler in Warngau sind für Allerheiligen zwei Baudenkmäler aufgeführt, darunter
- die Wallfahrtskirche Allerheiligen.